# 海梅·阿马特
海梅·阿马特（西班牙語：Jaime Amat，1941年9月1日—2020年2月18日），西班牙男子曲棍球运动员。他曾代表西班牙参加1964年和1972年夏季奥林匹克运动会曲棍球比赛，分别获得第四名和第七名。

## 家庭
哥哥佩德罗·阿马特，弟弟弗朗西斯科·阿马特、胡安·阿马特。
儿子豪梅·阿马特。侄子波尔·阿马特。